# Redécoupage des circonscriptions législatives françaises de 1986
Le redécoupage des circonscriptions législatives françaises de 1986 est la loi française no 86-1197, promulguée le 24 novembre 1986, instaurant le onzième découpage électoral des circonscriptions législatives françaises. Ce découpage est utilisé sans aucune modification pour les élections de 1988, 1993, 1997, 2002 et 2007. En 2010 a lieu le douzième redécoupage.

## Contexte

### Un impératif politique
En 1985, afin d'éviter une défaite trop cuisante aux législatives de 1986 et de tenir une promesse des propositions socialistes de 1981, le président socialiste François Mitterrand impose le scrutin proportionnel par département par la loi du 10 juillet 1985. Celle-ci met fin au découpage en vigueur depuis 1958 et est décriée par l'opposition de droite, qui considère qu'elle risque de réduire son propre nombre de sièges. Une refonte du scrutin est considérée, lorsque Jacques Chirac forme son gouvernement en 1986, comme une des réformes principales à mener, aux côtés des privatisations des entreprises publiques et la dérégulation. 
Le retour au scrutin majoritaire à deux tours étant favorable aux partis les plus forts, et empêchant l'extrême-droite de phagocyter certains sièges de la droite, la coalition RPR-UDF est majoritairement en faveur d'un redécoupage. La proportionnelle permet aux centristes d'exister politiquement à l'Assemblée nationale, mais ils ne pèsent pas assez face à la coalition au pouvoir pour s'opposer. 

### Un suivi de l'Élysée
Le Premier ministre Jacques Chirac souhaite un redécoupage qui permette d'assurer la réélection des députés sortants de la majorité, garantir la survie de l'UDF et neutraliser l'hostilité socialiste en épargnant les circonscriptions de ses chefs de file (Gilbert Mitterrand, Roland Dumas et Michel Vauzelle obtiennent un découpage favorable, mais pas Michel Rocard ni Jean-Pierre Chevènement). Craignant un charcutage électoral, le Président de la République veut être informé du découpage afin de vérifier qu'il ne soit pas injuste. Le conseiller d’État Hervé Fabre-Aubrespy est nommé agent de liaison entre Charles Pasqua, qui est chargé de la réforme, et Michel Charasse, qui est le conseiller en droit constitutionnel du président Mitterrand. 
Lors du Conseil des ministres du 9 avril 1986, le Président annonce compter utiliser « [s]a liberté de signer ou de ne pas signer les ordonnances sur le découpage », en concordance avec la jurisprudence utilisée lors de la vague de privatisations du gouvernement Chirac. Afin de l'inciter à signer l'ordonnance, Jacques Toubon recommande à Chirac de tenir le Président le plus informé possible des avancées du découpage.

## Redécoupage

### Processus de redécoupage
Afin de veiller aux intérêts de l'UDF, Jean-Claude Gaudin crée une commission interne au parti pour veiller sur le redécoupage. 
Roger Romani est chargé du redécoupage de la région parisienne, et Bernard Pons, des Dom-Tom. En-dehors de ces deux zones, Pasqua travaille en indépendance des partis et du chef du gouvernement, en déléguant le travail à son conseiller Alain Marleix. Le redécoupage se base en partie sur les rapports électoraux rendus par les préfets de région au ministère de l'Intérieur. Dans sa première version, le découpage a comme conséquence que la gauche aura besoin de 52 % des suffrages pour obtenir la majorité absolue ; le Président s'en plaint et la chose est rectifiée.  

### Contenu du redécoupage
Pour la première fois, le découpage impose des critères d'égalité démographique infra-départementale stricts, avec un écart maximal toléré de 20 % à la moyenne et l'impossibilité de scinder les circonscriptions. Sur le plan national, les circonscriptions ne doivent également pas s'écarter d'un écart de 20 % à la moyenne, après prise en compte de la limite minimale d'un député par TOM et de deux députés par département. Ainsi, seules un dixième des circonscriptions existant en 1978 sont conservées. Quoique prévu par la loi, le principe d'un redécoupage périodique (tous les deux recensements), sur le modèle de ce qui est pratiqué au Royaume-Uni, en Allemagne ou aux États-Unis, n'est pas appliqué, et le redécoupage suivant n'a lieu qu'en 2009-2010.
De très nombreuses communes urbaines sont divisées (81 contre 43 en 1958), dans des proportions que n'explique pas seule leur population, tandis que 26 communes le sont en trois parties, dont certaines qui auraient pu former une circonscription à elles seules, comme Pau ou Perpignan.

### Avis du Conseil constitutionnel et du Conseil d'État
Une commission de sages créée pour examiner le projet d'ordonnance est composée de six magistrats provenant en nombre égal du Conseil d'État, de la Cour des comptes et de la Cour de cassation. 
Le Conseil constitutionnel est impliqué dans les débats, avant comme après la promulgation de la loi. S'il se déclare incompétent à apprécier l'équité du découpage, il statue (86-208 DC) que l'Assemblée soit élue sur des « bases essentiellement démographiques », avec impossibilité de diviser des cantons de moins de 40 000 habitants, et représentation minimale de deux députés par département afin de maintenir le « lien étroit entre l'élu et les électeurs ». Il émet un doute sur 39 redécoupages.
Le Conseil d’État rend son avis le 23 septembre. Plus sévère que la commission des sages, il émet des doutes sur 57 circonscriptions redécoupées.

## Conséquences

### De l'ordonnance à la loi
Moins d'un mois après les élections législatives de 1986, un premier texte, la loi no 86-825 du 11 juillet 1986, instaure une modification de l'élection des députés et autorise le gouvernement à redécouper les circonscriptions par ordonnance. Mais en se basant sur l'avis du Conseil d’État, plus haute juridiction administrative, le président Mitterrand annonce le 2 octobre refuser de signer l'ordonnance du redécoupage, contraignant le gouvernement à transformer le texte en un projet de loi. Elle sera votée le 10 octobre sans débat du fait de l'utilisation du 49-3, puis promulguée le 24 novembre, instaurant ainsi un onzième découpage.

### Critiques
Accusé par la gauche de favoriser la droite, ce découpage, dit « découpage Pasqua », n'empêche pas la victoire de celle-là aux élections de 1988, ce qui mitige la portée de cette critique. Le conseiller de François Mitterrand Michel Charasse affirme que le « découpage n'est ni abominable ni scandaleux, mais il est fortement avantageux pour la droite. En revanche, il n'interdit pas l'alternance politique ». Il remarque que le seuil permettant à la gauche de gagner la majorité absolue des sièges est tombé de 52 % des voix avec le découpage de 1958 à 48,5 % des voix avec celui-ci, mais que le découpage de 1986 devrait priver la gauche d'une soixantaine de sièges. 

### Textes de loi
- Loi no 86-825 du 11 juillet 1986 relative à l'élection des députés et autorisant le gouvernement à délimiter par ordonnance les circonscriptions électorales, sur Legifrance
- Loi no 86-1197 du 24 novembre 1986 relative à la délimitation des circonscriptions pour l'élection des députés, sur Legifrance